# Juliusz Patrycjusz
Juliusz Patrycjusz, Partrycjusz, Patrycy (Iulius Patricius) (V w.), cezar za panowania cesarza bizantyjskiego Leona I.
Był synem dowódcy wojskowego pochodzenia alańskiego, Aspara, mającego przemożny wpływ w cesarstwie bizantyjskim za panowania Marcjana i Leona I.
W 459 r. został konsulem. Około 466, wraz z ojcem i braćmi, odsunięty od wpływów.  Po osłabieniu pozycji Leona I spowodowanym nieudaną wyprawą przeciwko Wandalom (468) i buntami w Tracji, cesarz zmuszony był przywrócić do łask mającego duży posłuch w wojsku, zwłaszcza w oddziałach germańskich, Aspara i jego dwóch synów, Ardabura i Patrycjusza. Patrycjusz otrzymał rękę cesarskiej córki Leoncji i tytuł cezara (470). Już w następnym roku Leon rozprawił się ostatecznie z Asparem. Goszcząc go i jego synów w pałacu,  nakazał ich zabić pod pretekstem spisku. Aspar i Ardabur zginęli, Patrycjuszowi, mimo ciężkich ran, udało się uciec. Został później pozbawiony urzędów, pozostawiono go jednak przy życiu.